# Solange Medjo Elimbi
Solange Medjo Elimbi, née à Yaoundé, est une linguiste camerounaise spécialisée en grammaire française et dynamiques langagières en francophonie.

## Éducation et carrière
Solange Medjo Elimbi a obtenu son Doctorat en Grammaire Française à l'Université de Yaoundé I. En 2011, elle a été recrutée comme enseignante permanente au grade d'Assistant à l'Université de Douala, où elle a soutenu une Habilitation à Diriger des Recherches (HDR) en 2022.

## Contributions académiques
Les domaines de recherche de Solange Medjo Elimbi se concentrent principalement sur la grammaire française, le contexte et les dynamiques langagières en francophonie. 

### Ouvrages
- La langue française face à la mondialisation : une question d'identité de normativité et d'ouverture (2023) - en collaboration avec Germain Moise Eba’a et Gérard Marie Noumssi[3].
- contexte et écritures post coloniales en francophonie : Pratiques et Enjeux (2021) - en collaboration avec Jean Marcel Essiene et Claude Bernard Fingoue[4].

### Quelques articles publiés
- Négation et socioculture : une aperception fondée sur Trop de soleil tue l’amour de Mongo Beti (2013)[5].
- Du processus de composition lexicale dans Désastre à Fodong de Gilbert Doho:  analyse morphosyntaxique et sémantique (2021)[6].
- Ecrire l'oral dans le roman francophone: une analyse morphosyntaxique de Branles-bas en noir et blanc de Mongo Beti (2023)[7].